# Рождественский (лунный кратер)
Кратер Рождественский (лат. Rozhdestvenskiy) — большой древний ударный кратер в области Северного полюса на обратной стороне Луны. Является кратером вечной тьмы. Название присвоено в честь русского советского физика Дмитрия Сергеевича Рождественского (1876—1940) и утверждено Международным астрономическим союзом в 1970 г. Образование кратера относится к донектарскому периоду.

## Описание кратера
Ближайшими соседями кратера являются кратер Хевеши на западе; кратер Бош на северо-западе; кратер Эпинус на северо-востоке; кратер Эрмит на востоке-северо-востоке; кратер Ленард на востоке; кратер Лавлейс на юго-востоке и кратер Пласкетт перекрывающий юго-западную часть кратера Рождественский. Селенографические координаты центра кратера 84°59′ с. ш. 157°53′ з. д. / 84,99° с. ш. 157,89° з. д., диаметр 181,2 км, глубина 5020 м.
Кратер Рождественский имеет полигональную форму и значительно разрушен за длительное время своего существования. Вал сглажен и перекрыт по всему периметру кратерами различного размера – юго-восточную часть вала перекрывает сателлитный кратер Рождественский H, южную - сателлитный кратер Рождественский K, юго-западную – кратер Пласкетт. Северная часть вала прорезана цепочкой кратеров. Дно чаши относительно ровное, испещрено множеством мелких кратеров. Массивный центральный пик смещен к западу от центра чаши. На западе от центрального пика расположена пара небольших чашеобразных кратеров, приметный чашеобразный кратер находится также в южной части чаши.

## Сателлитные кратеры
| Рождественский | Координаты                                              | Диаметр, км |
| -------------- | ------------------------------------------------------- | ----------- |
| H              | 83°17′ с. ш. 133°06′ з. д. / 83,28° с. ш. 133,1° з. д.  | 20,8        |
| K              | 82°11′ с. ш. 147°01′ з. д. / 82,19° с. ш. 147,01° з. д. | 42,9        |
| U              | 84°53′ с. ш. 152°03′ з. д. / 84,89° с. ш. 152,05° з. д. | 44,1        |
| W              | 85°53′ с. ш. 114°38′ з. д. / 85,89° с. ш. 114,64° з. д. | 75,0        |

- Образование сателлитного кратера Рождественский K относится к эратосфенскому периоду[2].
- Образование сателлитного кратера Рождественский W относится к донектарскому периоду[2].